# Alois Reiser
Alois Reiser (6. dubna 1884 Praha – 4. dubna 1977 Los Angeles) americký violoncellista, dirigent a hudební skladatel českého původu.

## Život
Studoval na Pražské konzervatoři hru na violoncello u J. Buriana. Uvádí se, že studoval kompozici u Antonína Dvořáka, ale toto tvrzení se nepodařilo doložit. Byl violoncellistou ve smyčcovém kvartetu, které účinkovalo ve složení Václav Talich, Alois Trnka, Karel Liška, Alois Reisser. Po absolvování konzervatoře se stal členem České filharmonie. V roce 1904 odešel do Spojených států, kde účinkoval jako člen klavírního tria složeného z českých umělců a jako člen Newyorského kvarteta, rovněž českého obsazení. V roce 1909 se vrátil do Čech i do orchestru České filharmonie. Nadále se věnoval komorní hře. Působil v Pražském triu (J. Weinmann, Otakar Jeremiáš), které absolvovalo řadu koncertů v Praze i na venkově. Před vypuknutím 1. světové války emigroval již natrvalo do Spojených států.
Jako violoncellista působil v symfonických orchestrech v Pittsburghu a v New Yorku. . V letech 1918–1929 byl dirigentem v newyorských divadlech. V roce 1929 odešel do Hollywoodu, kde pracoval jako skladatel filmové hudby a dirigent filmového orchestru.
Jeho dílo vychází z romantických kořenů evropské hudby a nezapírá slovanskou melodiku. Kromě značného množství hudby pro film komponoval zejména komorní hudbu. Pozůstalost skladatele (Alois Reiser Collection, 1920–1950 ) je uložena v hudební knihovně University of California v Los Angeles.

### Rodinný život
Alois Reiser byl ženat s Eugenií Piskáčkovou (1880–??).

## Dílo (výběr)

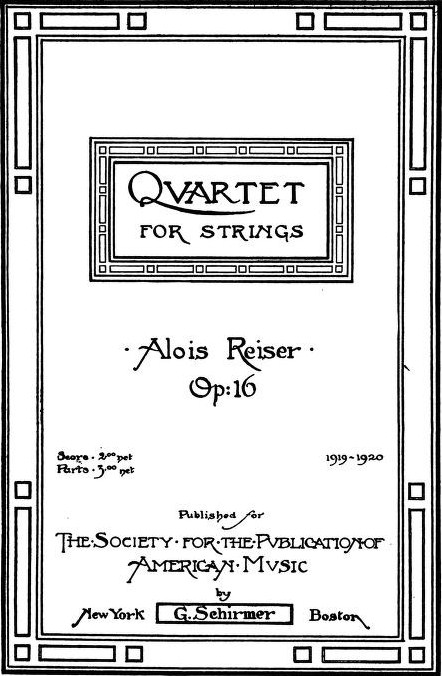
Knižní vydání smyčcového kvartetu op. 16 (titulní strana), 1920

### Opera
- Gobi (1923, New York)

### Orchestrální skladby
- Letní večer (1907)
- From Mount Reinier (1926)
- Slovanská rapsódie (1931)
- Koncert pro violoncello a orchestr (1933)
- Erewhon (1936)

### Komorní skladby
- Smyčcový kvartet e-moll (2. cena na festivali v Pittsfieldu 1918)
- Smyčcový kvartet C-dur (1930)

### Filmová hudba
- Caravan, 1934
- The Man Who Dared, 1933
- The Lady Who Dared, 1931
- The Millionaire, 1931)
- The Right of Way, 1931
- Big Boy, 1930
- The Office Wife, 1930
- Back Pay, 1930
- The Flirting Widow, 1930
- Murder Will Out, 1930
- Loose Ankles, 1930
- In the Next Room, 1930
- No, No, Nanette, 1930
- The Love Racket, 1929
- The Painted Angel, 1929
- Footlights and Fools, 1929
- The Isle of Lost Ships, 1929
- Her Private Life, 1929
- The Hottentot, 1929
- Hard to Get, 1929
- The Gamblers, 1929
- Careers, 1929
- Two Weeks Off, 1929
- House of Horror, 1929
- From Headquarters, 1929
- No Defense, 1929
- Saturday's Children, 1929
- Noah's Ark, 1928